# Град Суботица
Ово је чланак о општинској административној јединици, опис актуелног града се налази у чланку Суботица.
Град Суботица (општинска јединица – по новом закону) се налази у широкој равници на крајњем северу Војводине, у близини границе Србије и Мађарске. Територија административне области града заједно са општинама Бачка Топола и Мали Иђош чини подручје Севернобачког управног округа. Средиште града као и округа је градско насеље Суботица.
У административној области града налазе се и следећа насељена места: Бачки Виногради, Биково, Ђурђин, Стари и Нови Жедник, Келебија, Љутово, Мала Босна, Доњи Таванкут, Горњи Таванкут, Шупљак, Чантавир, Вишњевац, Бачко Душаново, Габрић, Бајмок, Мишићево, Палић, Хајдуково, Носа.
Према подацима са последњег пописа 2022. године у граду је живело 123.952 становника.

## Историја
Крајем XII и почетком XIII века јавља се насеље Забатка, а од краја XIV и у XV веку помиње се у документима и као Суботица, град у поседу угарских великаша. Још нека од имена коришћена за град у историјским документима: Сабатка (1567), Соботска (1589), Собатиз (1687), Соботиза (1692), Сободга (1699), Сентмарија (1743) (више детаља о називу града види у чланку Суботица). У XVIII веку, после ослобођења од Турака, место се брзо насељавало и 1779. проглашен је „Слободан краљевки град“ - Маријатерезиополис. У 19. веку развој Суботице је убрзан, иако је 1831. у епидемији колере страдало мноштво грађана. У историји радничког покрета и народноослободилачког рата значајан је допринос овог краја. Суботицу је на помолу уласка Црвене армије ослободио Суботички партизански одред 10. октобра 1944. године.

## Саобраћајна инфраструктура
Путеви на територији града и севернобачком округу квантитативно изражени:
Укупна дужина путева износи 444 km, од тога:
- магистрални путеви 134 km,
- регионални путеви 19 km,
- локални путеви 291 km.

Када је реч о савременом коловозу његова дужина износи укупно 261 km. Основну окосницу саобраћајних веза општине Суботица са ближим и даљим окружењем представља мрежа састављена од друмских саобраћајница: Е-75 (М-22, М-1); Будимпешта – Суботица – Београд – Ниш – Скопље – Атина, наведена у стратегији привредног развоја Србије као Коридор 10 (уз потенцијал обезбеђења 10.000 нових радних места); следи попречна веза: Е-771 Суботица – Сомбор – Богојево – Винковци, и даље Загреб.
Квантитативна анализа упућује на закључак да је дужина путева на територији града у просеку на нивоу Војводине, било да се стављају у однос површина или број становника. Једино је Суботица у предности када је реч о локалним путевима. То упућује на чињеницу да је основна путна мрежа добро постављена, али да није довољно улагано у то да њен већи део добије виши ранг односно изостаје улагање у унапређење квалитета.
У смислу претходних података може се извести закључак да је квалитет путева незадовољавајући, јер нема ауто-пута, ако се таквим не оцени полу-ауто-пут који са пар километара пролази кроз општину; локални путеви су у лошем стању; нема обилазнице око Суботице; међународни саобраћај пролази кроз центар града; нису решени прелази преко железничке пруге, итд.
Ако се посматрају железничке пруге на територији града данас је од значаја једино пруга Будимпешта-Суботица-Нови Сад-Београд. Правац према Сегедину захтева реконструкцију да би се могле остварити одговарајуће брзине, правац према Сомбору и Богојеву хендикепиран је још увек немогућношћу саобраћаја даље према Осијеку или Винковцима, Загребу, Љубљани, односно Ријеци и даље према Венецији. Правац према Баји захтева постављање недостајућег дела пруге, који је извађен, како би се оспособио правац с једне стране према Баји, Печују, Загребу, а са друге према Темишвару и Букурешту.

## Култура
Суботица је град историјских споменика, старих и значајних културних институција. Позориште са српском и мађарском драмом, Библиотека, Градски музеј, Историјски архив, Галерија „Ликовни сусрет“. На Палићу је највећи и најстарији зоолошки врт у Војводини. У граду су привлачни историјски споменици: Градска кућа (1910—1912), синагога, фрањевачки самостан, Споменик палим борцима и жртвама фашистичког терора (Тома Росандић) и „Балада вешаних“ (Нандор Глид).

## Привреда
После аустроугарске нагодбе 1869. Суботица је проглашена слободним градом и посебним статусом и постала је средиште привреде - касније индустријског развитка овог краја. Поред развијене прехрамбене индустрије у Суботици је развијена хемијска и електро индустрија, производња и ремонт железничких вагона и текстилна индустрија. Језеро Палић (8 km од Суботице) и Лудошко језеро (4 km источно од Палића) привлачне су природне лепоте с излетиштима, ловним и риболовним рејонима. У Суботичкој пешчари крај богатих винограда и воћњака има терена за лов.

## Демографија
Град има укупно 123.954 становника и заузима површину од 1.008 km².

### Национална припадност
| Састав становништва – град Суботица | Састав становништва – град Суботица | Састав становништва – град Суботица | Састав становништва – град Суботица |
| ----------------------------------- | ----------------------------------- | ----------------------------------- | ----------------------------------- |
|                                     | 2022.                               | 2011.                               | 2002.                               |
| Укупно                              | 123.952 (100,00%)                   | 141.554 (100,00%)                   | 150.534 (100,00%)                   |
| Срби                                | 38.174 (30,79%)                     | 38.254 (27,02%)                     | 22.276 (14,79%)                     |
| Мађари                              | 37.200 (30,01%)                     | 50.469 (35,65%)                     | 64.277 (42,70%)                     |
| Хрвати                              | 10.431 (8,41%)                      | 14.151 (9,99%)                      | 16.369 (10,87%)                     |
| Буњевци                             | 9.060 (7,31%)                       | 13.553 (9,57%)                      | /                                   |
| Остали                              | 29.087 (23,46%)                     | 25.127 (17,75%)                     | 47.553 (31,59%)                     |

### Верска структура
| Резултати пописа 2011.‍ | Резултати пописа 2011.‍ | Резултати пописа 2011.‍ | Резултати пописа 2011.‍ | Резултати пописа 2011.‍ |
| ---------------------- | ---------------------- | ---------------------- | ---------------------- | ---------------------- |
|                        |                        |                        |                        |                        |
| Православље            | Православље            |                        | 39.333                 | 27,787%                |
| Католицизам            | Католицизам            |                        | 81.532                 | 57,598%                |
| Протестантизам         | Протестантизам         |                        | 2.372                  | 1,676%                 |
| Остали хришћани        | Остали хришћани        |                        | 200                    | 0,141%                 |
| Ислам                  | Ислам                  |                        | 2.756                  | 1,947%                 |
| Јудаизам               | Јудаизам               |                        | 75                     | 0,053%                 |
| Источњачке вер.        | Источњачке вер.        |                        | 38                     | 0,027%                 |
| Остале вер.            | Остале вер.            |                        | 79                     | 0,056%                 |
| Агностицизам           | Агностицизам           |                        | 79                     | 0,056%                 |
| Атеизам                | Атеизам                |                        | 2.787                  | 1,969%                 |
| Неизјашњени            | Неизјашњени            |                        | 11.170                 | 7,891%                 |
| Непознато              | Непознато              |                        | 620                    | 0,438%                 |
| укупно: 141.554        |                        |                        |                        |                        |

## Галерија
- Римокатоличка црква Св. Терезе Авилске у Суботици
- Суботица ноћу
- Градска кућа, Суботица
- Железничка станица, Палић
- Градска кућа, Суботица
- Градска кућа, Суботица
- Капела Св. Рока, Суботица
- Градска кућа, Суботица
- Зграда банке, Суботица
- Зграда средње школе „Лазар Нешић“, Суботица
- Суботица, градска библиотека изграђена 1987. Ференц Рајхл
- Споменик Ивану Сарићу, пиониру ваздухопловства, Суботица
- Купола синагоге
- Остојић капела, Суботица
- Зграда градске библиотеке Суботица
- Зграда средње школе „Лазар Нешић“, Суботица
- Капела Радић, Православно гробље, Суботица
- Рајхл палата. Суботица, Србија. Изграђена у 1904. год.
- Народно позориште, Суботица, Србија
- Ивањи, биста Суботица
- Главни трг у граду Суботица - књижара и посластичарница, Војводина, Србија